# Oskar Merikanto
Frans Oskar Merikanto (Helsinki, 5 augustus 1868 – Oitti, 17 februari 1924) was een Fins componist, dirigent, pianist, organist, muziekrecensent en muziekleraar. Hij werd geboren in een Zweeds-sprekende familie van dito afkomst; in die tijd zocht men in Finland naar een eigen identiteit. Om zich Finser te voelen had de vader van Oskar hun familienaam gewijzigd van (Frank) Mattson naar Merikanto.
Hij studeerde in Helsinki bij Aurora Karamzin, in Leipzig (1887-1889) en Berlijn (1890-1891). In 1892 werd hij als opvolger van zijn leraar Lauri Hämäläinen, organist van de Johanneskerk (tot 1924) en van 1911 tot 1922 was hij dirigent van de Finse Opera waarvan hij een van de oprichters was.
Merikanto is vooral een Finse bekendheid gebleven, hij reisde daar stad en land af om concerten te geven. Zij bekendste werkje is de Zomernachtwals (Kesäillan valssi). Er wordt wel gezegd dat Oskar Merikanto de stem vertolkte van het volk en Jean Sibelius meer neigde naar de Finse elite. Zijn muziek is nog erg traditioneel in vergelijking met die van Sibelius.
Hij zou muzikaal overvleugeld worden door zijn zoon Aarre Merikanto.

## Oeuvre
- (1890): Houtvlot (Tukkijoella) (toneelmuziek)
- (1898): Dochter van het noorden (Pohjan neiti) ; eerste opera in het Fins
- (1910): Elina's Dood (Elinan surma)
- (1911): Hongerlied (Nälkämaan laulu)
- (1911): opus 74: Liederen uit het graf (Haudoilta) (liederencyclus)
- (1916–1919): Regina von Emeritz
- Opus 1: Zomernachtwals
- Opus 12: Romance
- Opus 26: Een zomerdag in Kangasala (piano)
- Opus 31: Uit de wereld van kinderen (Lasten maailmasta) voor piano
- Opus 33: Valse lente
- Opus 80: Passacaglia in fis-mineur voor orgel
- Een sprookje bij het vuur (zang en zes musici)
- Opus 11, 20, 30, 36, 47, 51, 52, 53, 69, 71, 75, 83, 87, 96 en 106 zijn liederencycli.

- Bibsys: 90391000
- Biblioteca Nacional de España: XX5778206
- Bibliothèque nationale de France: cb140142411 (data)
- Gemeinsame Normdatei: 119526786
- International Standard Name Identifier: 0000 0000 8154 339X
- Library of Congress Control Number: n84163018
- Nationale Bibliotheek van Letland: 000111833
- MusicBrainz: 572bc3e8-d9e5-4a87-b372-480851ec186f
- Nationale Bibliotheek van Tsjechië: jx20100318019
- Nationale Bibliotheek van Israël: 987007408573905171
- Nationale Bibliotheek van Polen: a0000002519994
- Nederlandse Thesaurus van Auteursnamen: 107162873
- Réseau des bibliothèques de Suisse occidentale: 02-A003585384
- LIBRIS: 233637
- Système universitaire de documentation: 15765205X
- Virtual International Authority File: 74049359
- WorldCat: E39PBJmDr3gMxMxWFjyx4rW4bd